# Josef Sailer (Geistlicher)
Josef Sailer CanReg (* 9. September 1839 in Linz; †  29. Jänner 1920 in St. Florian) war ein österreichischer römisch-katholischer Priester, Augustiner-Chorherr, Propst von Stift Sankt Florian und Generalabt der Kongregation der österreichischen Augustiner-Chorherren.

## Leben
Sailer wuchs als Sohn eines Landesbeamten auf und trat 1856 in das Noviziat des Stiftes St. Florian ein, wo er die Profess ablegte und 1862 die Priesterweihe empfing. Nach kurzer Tätigkeit in der Seelsorge der inkorporierten Pfarren lehrte er von 1865 bis 1873 Moraltheologie an der Theologischen Hauslehranstalt des Stiftes. Anschließend kehrte er wieder in die Seelsorge zurück. Stationen seines Wirkens waren unter anderem: St. Oswald bei Freistadt, Walding und Ried in der Riedmark.
1901 wählte der Konvent von Sankt Florian Sailer zum Propst. Nach Gründung der Kongregation der österreichischen Augustiner-Chorherren wurde er 1907 zum ersten Generalabt ernannt. Beide Leitungsämter hatte er bis zu seinem Tod inne. Sailer förderte die zeitgenössischen technischen Errungenschaften. So forcierte er 1913 die Elektrifizierung des Stiftes sowie des Ortes St. Florian und den Bau der elektrischen Lokalbahn Ebelsberg–St. Florian.